# Савинська волость (Ізюмський повіт)
Савинська волость — адміністративно-територіальна одиниця Ізюмського повіту Харківської губернії з центром у слободі Савинці.
Станом на 1885 рік складалася з 14 поселень, 6 сільських громад. Населення — 8465 осіб (4276 чоловічої статі та 4189 — жіночої), 1683 дворових господарств.
|                     | Площа, десятин | У тому числі орної, дес. |
| ------------------- | -------------- | ------------------------ |
| Сільських громад    | 15116          | 10041                    |
| Приватної власності | 1152           | 482                      |
| Іншої власності     | 198            | 139                      |
| Загалом             | 16466          | 10662                    |

Основні поселення волості:
- Савинці — колишня державна слобода при річці Сіверський Дінець за 33 версти від повітового міста, 3200 осіб, 698 дворів, 2 православні церкви, школа, поштова станція, 2 постоялих двори, 8 лавок, базари по неділях, 3 ярмарки на рік.
- Довгалівський — колишній державний хутір при річці Сіверський Дінець, 979 осіб, 181 двір.
- Залимання — колишнє державне село при озері Лиман і річці Сіверський Дінець, 1232 особи, 267 дворів, православна церква, 2 ярмарки на рік.
- Левківка — колишнє державне село при річці Сіверський Дінець, 1195 осіб, 206 дворів, православна церква, поштова станція, лавка.
- Морозівка — колишній державний хутір при річці Темлянка, 685 осіб, 122 двори, православна церква, поштова станція, лавка.